# Јанова (Тимиш)
Јанова (рум. Ianova) насеље је у Румунији у округу Тимиш у општини Реметеа Маре. Oпштина се налази на надморској висини од 120 m.

## Прошлост
По "Румунској енциклопедији" село "Илино" се помиње у вези са папским давањима 1333-1337. године. Присуство Срба[ је ту веома рано примећено, вереватно у 11. веку. У средњем веку селом су господарили много племићи. У турско време јужно од села је било утврђење звано "Турска тврђава". Године 1660. насеље се зове "Јеново". Под истим именом се среће 1764. године као парохија у Темишварском протопрезвирату.
Аустријски царски ревизор Ерлер је 1774. године констатовао да место припада Буковачком округу, Темишварског дистрикта. Становништво је било претежно влашко. Када је 1797. године пописан православни клир ту су била три свештеника. Пароси, поп Рајко Петровић (рукоп. 1765) знао је српски и румунски језик, али иако имају српска имена и презимена, поп Марко Васиљевић (1787) и поп Јован Момировић - нису говорили српским језиком.
Место је потом неколико пута мењало власника и назив. Средином 19. века место је купио гроф Чеконић.

## Становништво
Према подацима из 2002. године у насељу је живело 825 становника.

### Попис2002.
| Расподела становништва по националности 2002.‍ | Расподела становништва по националности 2002.‍ | Расподела становништва по националности 2002.‍ | Расподела становништва по националности 2002.‍ | Расподела становништва по националности 2002.‍ |
| --------------------------------------------- | --------------------------------------------- | --------------------------------------------- | --------------------------------------------- | --------------------------------------------- |
|                                               |                                               |                                               |                                               |                                               |
| Румуни                                        | Румуни                                        |                                               | 759                                           | 92,4%                                         |
| Мађари                                        | Мађари                                        |                                               | 40                                            | 4,9%                                          |
| Роми                                          | Роми                                          |                                               | 11                                            | 1,3%                                          |
| Немци                                         | Немци                                         |                                               | 11                                            | 1,3%                                          |